# Triaspis elaeagni
Triaspis elaeagni är en stekelart som beskrevs av Vladimir Ivanovich Tobias 1986. Triaspis elaeagni ingår i släktet Triaspis och familjen bracksteklar. Inga underarter finns listade i Catalogue of Life.